# 이르타자르 칸
이르타자르 칸(러시아어: Эльтузар, 1760년 ~ 1806년)은 우즈베크족의 3번째 통치자이자 1804년부터 1806년까지 히바 칸국을 다스린 45번째 히바 칸국의 칸이다.

## 생애
1804년 그의 아버지이자 선대 칸이었던 압즈 아낙 칸이 사망한 이후 아들인 이르타자르가 히바 칸국의 칸이 되었다.
이르타자르는 우즈베크족의 3번째 통치자였지만, 2차 온기라트 왕조 내에서는 히바 칸국의 첫 번째 칸 지위를 얻었다. 이 때까지는 화레즘에서 칸이라는 말은 징기스칸의 후손에게만 쓸 수 있었다.
이르타자르는 경제 활성화 정책을 펼쳤다. 그는 여러 가지 조세 개혁을 하여 세수를 크게 늘리게 하였다.
그의 통치 기간 동안에는 화레즘에서 대규모 관개 공사를 진행하였다.
1804년에는 이르타자르가 투르크멘족 중 하나인 요무트 부족과의 전투에서 승리하고, 현대의 투르크메니스탄 남부 뿐 아니라 이란 북부의 고르간까지 점령했다.
그는 오스만 제국과 러시아 제국과 외교 관계를 유지했다.

## 죽음
1806년 이르타자르 칸은 부하라 토후국의 아미르 하이다르 아미르와 전쟁을 벌였으나 패배하였다. 이르타자르는 퇴각하던 도중 아무다리야강을 건너다 익사하였다.
그의 죽음 이후 히바 칸국은 이후 무함마드 라힘 1세가 이어받게 되었다.

## 참고 문헌
- (러시아어) Гулямов Я.Г., История орошения Хорезма с древнейших времен до наших дней. Ташкент. 1957
- (러시아어) История Узбекской ССР. Том 1. Ответственный редактор Я.Г.Гулямов. Ташкент, 1967.
- (러시아어) История Узбекистана. Т.3. Т.,1993.

| 전임 압즈 아낙 칸 | 제45대 히바 칸국의 칸 1804년 ~ 1806년 | 후임 무함마드 라힘 1세 |